# Мошково (Нижегородская область)
Мошко́во — деревня в Павловском районе Нижегородской области. Входит в состав Варежского сельсовета.

## История
Деревня впервые упоминается в писцовых книгах 1628-30 годов, в ней было 9 дворов крестьянских.
В конце XIX — начале XX века деревня входила в состав Варежской волости Муромского уезда Владимирской губернии, с 1926 года — в составе Арефинской волости. В 1859 году в деревне числилось 30 дворов, в 1905 году — 23 дворов, в 1926 году — 42 дворов.
С 1929 года деревня в составе Кряжевского сельсовета Павловского района Горьковского края, с 1936 года — в составе Горьковской области, с 1954 года — в составе Варежского сельсовета.

## Население
| 1859 | 1905 | 1926 | 2002 | 2010 |
| ---- | ---- | ---- | ---- | ---- |
| 174  | ↘168 | ↗192 | ↘31  | ↘29  |